# جيوفاني باتيستا باساني
جيوفاني باتيستا باساني  (من الإيطالية ) و تلفظ جيوڤانِّي باتيستا بَسَّاني هو ملحن و عازف كمان إيطالي مولود في العام 1647 في بادوفا بإقليم فينيتو و توفي في البندقية في الأول من تشرين الأول (أكتوبر) من العام 1716.

## حياته
بدأ حياته الموسيقية كمتدرج على جيوفاني ليغرينزي ودانيال كاستروفيلاري و تعلم عزف الكمان على جيوفاني باتيستا فيتالي. أصبح في العام 1677 عضوًا في (Accademia Filarmonica di Bologna) ليصبح رئيسًا لها في العام 1682.